# Asnieras
Asnieras de Blor (en francès Asnières-sur-Blour) és un municipi francès situat al departament de la Viena i a la regió de la Nova Aquitània. L'any 2007 tenia 203 habitants.

## Demografia

### Població
El 2007 la població de fet d'Asnières-sur-Blour era de 203 persones. Hi havia 92 famílies de les quals 24 eren unipersonals (16 homes vivint sols i 8 dones vivint soles), 44 parelles sense fills, 20 parelles amb fills i 4 famílies monoparentals amb fills.
La població ha evolucionat segons el següent gràfic:
Habitants censats

### Habitatges
El 2007 hi havia 177 habitatges, 95 eren l'habitatge principal de la família, 48 eren segones residències i 34 estaven desocupats. Tots els 173 habitatges eren cases. Dels 95 habitatges principals, 86 estaven ocupats pels seus propietaris, 8 estaven llogats i ocupats pels llogaters i 1 estava cedit a títol gratuït; 6 tenien dues cambres, 12 en tenien tres, 31 en tenien quatre i 46 en tenien cinc o més. 83 habitatges disposaven pel capbaix d'una plaça de pàrquing. A 56 habitatges hi havia un automòbil i a 32 n'hi havia dos o més.

### Piràmide de població
La piràmide de població per edats i sexe el 2009 era:
| Homes | Edats   | Dones |
| ----- | ------- | ----- |
| 0     | 95 o +  | 0     |
| 0     | 90 a 94 | 4     |
| 12    | 85 a 89 | 8     |
| 4     | 80 a 84 | 0     |
| 0     | 75 a 79 | 20    |
| 20    | 70 a 74 | 8     |
| 4     | 65 a 69 | 4     |
| 4     | 60 a 64 | 8     |
| 4     | 55 a 59 | 8     |
| 4     | 50 a 54 | 4     |
| 12    | 45 a 49 | 0     |
| 12    | 40 a 44 | 8     |
| 4     | 35 a 39 | 0     |
| 8     | 30 a 34 | 0     |
| 0     | 25 a 29 | 4     |
| 8     | 20 a 24 | 0     |
| 4     | 15 a 19 | 4     |
| 4     | 10 a 14 | 0     |
| 0     | 5 a 9   | 0     |
| 0     | 0 a 4   | 0     |

## Economia
El 2007 la població en edat de treballar era de 114 persones, 65 eren actives i 49 eren inactives. De les 65 persones actives 58 estaven ocupades (35 homes i 23 dones) i 7 estaven aturades (3 homes i 4 dones). De les 49 persones inactives 30 estaven jubilades, 4 estaven estudiant i 15 estaven classificades com a «altres inactius».

### Ingressos
El 2009 a Asnières-sur-Blour hi havia 89 unitats fiscals que integraven 189 persones, la mediana anual d'ingressos fiscals per persona era de 10.857 €.

### Activitats econòmiques
Dels 7 establiments que hi havia el 2007, 1 era d'una empresa de fabricació d'altres productes industrials, 1 d'una empresa de comerç i reparació d'automòbils, 2 d'empreses immobiliàries, 1 d'una empresa de serveis i 2 d'empreses classificades com a «altres activitats de serveis».
L'any 2000 a Asnières-sur-Blour hi havia 22 explotacions agrícoles que ocupaven un total de 1.853 hectàrees.

## Poblacions més properes
El següent diagrama mostra les poblacions més properes.